# 脸谱斑蠊
脸谱斑蠊（学名：Neostylopyga rhombifolia）也称家屋斑蠊、花斑蟑螂、菱叶斑蠊，隶属于蜚蠊目蜚蠊科斑蠊属的一种昆虫，原产于南亚、东南亚、中国南方、日本以及大洋洲等地区，作为入侵物种已传播至北美洲。

## 形态特征
脸谱斑蠊体型中等，雌性较雄性大。身体底色为黑色，具有黄色花斑。前胸背板边缘黑色，中域具左右对称的蝶形黑斑。腹部黑褐色，两侧具有黄色斑。